# Основание Сингапура
Основание современного Сингапура произошло в 1819 году. Ключевую роль в этом сыграл британский колониальный чиновник сэр Стэмфорд Раффлз.

## Предыстория
По окончании Наполеоновских войн 13 августа 1814 года был подписан договор между Великобританией и Нидерландами о возвращении Нидерландам их колониальных владений (кроме Цейлона и Капской земли). В 1816—1818 годах Нидерланды восстановили свои позиции в Юго-Восточной Азии. Тем временем в английских торговых и колониальных кругах вызревала и укреплялась мысль о необходимости захвата в этом регионе выгодной стратегической позиции и создания там порта для поддержки торговых интересов Великобритании и противодействия Нидерландам. Эти настроения активно поддерживали торговцы и администрация Пинанга — единственного оставшегося британского владения в Малаккском проливе. Глашатаем этих настроений выступил служащий британской Ост-Индской компании Стэмфорд Раффлз.

## Приобретение Раффлзом острова Сингапур
В 1818 году генерал-губернатор Индии маркиз Хэстингс, ознакомившись с проектом Раффлза, разрешил ему возглавить экспедицию для создания английской базы у южного входа в Малаккский пролив, чтобы «предотвратить господство голландцев на путях прямых торговых связей между Китаем и Европой». 28 января 1819 года эскадра из восьми судов бросила якоря у острова Сингапур, а на следующий день Раффлз высадился на берег.
В это время на острове жило несколько сот человек из племён оранг лаут. В деревне на южной оконечности острова жил владетель Сингапура, претендовавший на власть и над южномалайским Джохором — Даинг Абдуррахман, носивший восходящий ко временам Малаккского султаната титул теменггунг.
30 января 1819 года Раффлз заключил соглашение, по которому теменггунг за 3 тысячи малайских долларов, выплачиваемых ежегодно, разрешил британцам создать на острове торговую факторию и обязался не вступать в соглашения с представителями других держав. Чтобы придать большую юридическую силу соглашению, Раффлз использовал отстранённого от трона султаната Риау-Джохор принца Хусейна, привёз его на Сингапур и провозгласил султаном. В феврале 1819 года Раффлз подписал с ним и теменггунгом договор, подтверждавший первоначальное соглашение, а в 1823 году заставил султана Хусейн-шаха и теменггунга Абдуррахмана подписать ещё одно соглашение, по которому малайские владетели отказывались от всех прав на Сингапур и близлежащие острова (за исключением участков, где они жили), и устранялись от всех судебных дел, не связанных с мусульманской религией, брачными отношениями среди малайцев и малайским обычным правом.

## Начало развития современного Сингапура
Нидерланды, которые в конце 1818 года возобновили свой протекторат над султанатом Риау-Джохор, протестовали против действий Раффлза, и даже начали демонстративные военные приготовления с целью изгнания англичан с Сингапура. Однако англичане, хотя и не желали конфликта с Нидерландами, Сингапур не отдали: Великобритания была заинтересована в расширении торговли с Китаем. 17 марта 1824 года в Лондоне была подписана новая англо-голландская конвенция, в соответствии с которой Нидерланды уступили Британии свои фактории в Индии, согласились на занятие англичанами Сингапура, передали англичанам Малакку и обязались впредь не создавать владений на Малаккском полуострове и не заключать договоров с тамошними властителями, а Великобритания в свою очередь уступила голландцам все свои владения на Суматре и пообещали больше не создавать факторий на этом острове и не вступать в отношения с его правителями, кроме того англичане отказались от претензий на архипелаг Риау-Линга и все острова к югу от Сингапурского пролива.
Раффлз попытался создать на востоке колонию, соответствующую его мечтам и принципам: послушное местное население, просвещённая и гуманная английская администрация, законность, образование и предпринимательство по европейской модели. Была осуществлена планировка города, приведена в порядок судебная система, реорганизована полиция, запрещено ношение оружия, упразднены игорные дома, обложена высокими акцизами продажа алкоголя и опиума, введена выдача лицензий на ломбарды, запрещена работорговля. Сингапур начал быстро превращаться в оживлённый порт, и вскоре отвлёк значительную часть торговли Пинанга и Риау.
В 1826 году Сингапур, Пинанг и прочие британские владения в Малакке были объединены в единую административную единицу — Стрейтс-Сетлментс.